# Ian (cartoonist)
Ian (echte naam: Jan De Graeve) (Gent, 1941) is een Belgisch cartoonist.
Ian publiceerde in verschillende kranten en tijdschriften: De Morgen, Gazet van Antwerpen, De Standaard, De Financieel-Economische Tijd, La Libre Belgique, Trends,... maar staat vooral bekend als cartoonist in het blad Knack. Hij tekent er al jaren spotprenten die vooral de Belgische politiek bekritiseren. Typisch voor zijn stijl is dat in het ene prentje zijn personages iets zeggen en pas in het volgende prentje hun zin afmaken, altijd in de vorm van een clou. 
Zijn zoon, Sam De Graeve was van 2010 tot 2011 hoofdredacteur van het blad Humo. 

## Meer informatie
- (https://web.archive.org/web/20110308012248/http://www.presscartoon.com/nl/cartoonists/42)